# Blankenburg (Harz) (stacja kolejowa)
Blankenburg (Harz) (niem: Bahnhof Blankenburg (Harz)) – stacja kolejowa w Blankenburgu, w kraju związkowym Saksonia-Anhalt, w Niemczech. Stacja jest położona na północ od miasta. Choć dostępność na północ do Halberstadt została uproszczona, trasa biegnąca przez góry Harz jest kosztowna. Pociągi są obsługiwane przez Veolia Verkehr Sachsen-Anhalt.

## Historia
Stacja została otwarta 31 marca 1873 przez Halberstadt-Blankenburger Eisenbahn (HBE). W pierwszych latach stacja miała połączenie tylko z Halberstadt. Głównym celem kolei było połączenie huty w Blankenburg do sieci kolejowej.
Z dworca Blankenburg otwarto w dniu 3 lipca 1875, 3,5-km linią do huty w zachodniej części miasta. Droga ta była najstarszą przemysłową linią kolejową w Harz. W 1885 roku została wycofana ze służby, ponieważ w 1880 HBE zbudowało tor Blankenburg-Tanne. Dla topograficznych powodów ta trasa musiała opuścić stację Blankenburg w kierunku północno-zachodnim, tworząc z dworca stację czołową. Linia ta była nazywana Harzbahn i od 1950 jest znana jako Rübelandbahn.
W latach 1960–1965 Rübelandbahn została zelektryfikowana. Ich system zasilania trakcji różni się od konwencjonalnego systemu. Ponieważ trasa jest izolowana od reszty zelektryfikowanych sieci kolejowej, można zdecydować się na wersję trasy zoptymalizowaną. Wymagało to od dawna, jednak stosowanie specjalnych lokomotyw serii E 251, później serii 171.
Części Rübelandbahn między Tanne i Königshütte została zlikwidowana w 2005 r. ruch pasażerski na pozostałej część został anulowany do Elbingerode.
Obok dworca Blankenburg, używanego przede wszystkim przez pasażerów, nadal istnieje stacja towarowa z północnym dworcem kolejowym, z których oba są odpowiedzialne za składy pociągów na Rübelandbahn.